# Chrysocystaceae
Famille
Les Chrysocystaceae sont une famille d'algues de l'embranchement des Ochrophyta  de la classe des Pelagophyceae et de l’ordre des Sarcinochrysidales.

## Étymologie
Le nom vient du genre type Chrysocystis, dérivé du grec χρυσός / khrusos, « couleur or », κύστις / kýstis, « vessie ; poche », littéralement « vessie d'or ».

## Liste genres
Selon AlgaeBase (23 février 2022)  :
- Chrysocystis C.S.Lobban, D.Honda & M.Chihara, 1995 - genre type
- Chrysoreinhardia Billard, 2000
- Pulvinaria Reinhard, 1885 (nom. illeg.)
- Sungminbooa H.S.Yoon & R.A.Andersen, 2018